# Вадевајц
Вадевајц (њем. Waddeweitz) општина је у њемачкој савезној држави Доња Саксонија. Једно је од 27 општинских средишта округа Лихов-Даненберг. Према процјени из 2010. у општини је живјело 929 становника. Посједује регионалну шифру (AGS) 3354024.

## Географски и демографски подаци
Вадевајц се налази у савезној држави Доња Саксонија у округу Лихов-Даненберг. Општина се налази на надморској висини од 40 метара. Површина општине износи 48,8 km². У самом мјесту је, према процјени из 2010. године, живјело 929 становника. Просјечна густина становништва износи 19 становника/km².